# Lasioglossum interruptum
Lasioglossum interruptum är en biart som först beskrevs av Georg Wolfgang Franz Panzer 1798.  Lasioglossum interruptum ingår i släktet smalbin, och familjen vägbin. Inga underarter finns listade i Catalogue of Life.